# 辻常陸 (十四代)
十四代 辻常陸（じゅうよんだい つじひたち、1909年(明治42年) - 2007年(平成19年)3月15日）は、佐賀県有田の陶芸家。

## 略歴
白磁発祥の地である佐賀県有田で、350年続く歴史的な窯元『辻家』に生まれる。本名、辻常喜。
辻家は仙台藩主伊達綱宗に端を発し、百十二代霊元天皇に至るまで、辻家が生み出すその鮮麗たる磁器を認め、以後『常陸大掾(天皇直属の家臣)』の官位を賜り『禁裏御用窯元(皇族のみのための窯元)』として現在も尚、皇室へ数々の磁器を献上している。また国内外の万博にも出品していた。
東京工業大学の前身、東京高等工業学校窯業科を卒業。
1947年(昭和22年)に十四代 辻常陸を襲名。
第二次世界大戦後の1951年(昭和26年)、戦後初めてとなる皇室からの御用命をかわきりに、1990年(平成2年)の明仁天皇の御即位、愛子内親王のご生誕等、皇室の大事な節目の度に御用命を賜り、宮内庁御用達として生涯に渡り皇室と関わってきた。
皇室関係以外にも積極的に制作に打ち込み、1985年(昭和60年)にはドイツ共和国マイセン市と有田町による姉妹協定の記念として有田焼代表として贈られている。
また、2000年(平成12年)には英国王室エドワード王子夫人へ作品を献上し、感謝状を賜っている。
2007年(平成19年)、3月15日、永眠。享年97。

## 作風
先祖代々受継がれてきた技法を取り入れながらも、龍や鳳凰といった題材を大胆且つ、繊細なる染付で巧みに仕上げる独自の作風を持ち味とし、数々の傑作を生み出した。
先代らが作り上げた技術や作品の復興にも尽力し、中でも八代喜平次が編み出した辻家秘伝、幻の奥義とさえ呼ばれる製法『極真焼』の復活を実現させた功績は大きい。
ところが上述の様に、皇室の窯元であるが故に、それまでの辻家の歴史を通して一般の目に触れる機会はほとんどなかった。そのため現在でも、有田焼の最高位に位置する窯元のひとつでありながら、酒井田柿右衛門や中里太郎右衛門程に一般的に浸透していないのが実状である。
しかし1988年(昭和63年)、傘寿を記念して、十四代として初の個展を開催した。こうして彼の作品、並びに辻家に伝わる作品がようやく一般の目にも触れられる機会を得たのである。